# Ерашов, Валентин Петрович
Валентин Петрович Ерашов (18 марта 1927, Старое Альметьево, Староальметьевский сельсовет, Старо-Альметевская волость, Чистопольский кантон, Татарская АССР, РСФСР, СССР — 11 января 1999, Москва) — русский писатель.

## Биография
Родился в селе Старое Альметьево Билярского района Татарской АССР в семье агронома. В 1932 году его семья переехала в Казань, а в 1936 году — в Мензелинск.
12 февраля 1942 года В. Ерашова приняли в комсомол, а в мае утвердили секретарем школьного комитета ВЛКСМ. Потом Валентин вошел в состав районного комитета ВЛКСМ, был председателем комиссии по пропаганде и агитации.
В 1943 году он поступил на подготовительные курсы в Казанский юридический институт, потом на первый курс. В январе 1944 года перешёл на заочную форму обучения и вернулся в Мензелинск. Там стал инструктором райкома комсомола, а с августа того же года — председателем районного совета общества «Осоавиахим».
С 1944 года Ерашов — на службе в армии, где продолжал работу в комсомоле. В 1947 г. вступил в партию. В 1949 году он поступил на курсы офицеров-политработников. После курсов он попал на должность замполита роты в Калининград. Там он в 1954 г. окончил заочно исторический факультет Калининградского педагогического института и получил диплом историка. В 1958 году уволился в запас в звании гвардии майора. За службу в армии награждён шестью медалями. В том же году Калининградское книжное издательство выпустило первую книгу В. П. Ерашова — сборник рассказов «Рассвет над рекой».
Поступил на работу в областную газету «Калининградская правда», где с мая 1958 г. по апрель 1963 г. был литературным сотрудником и заведующим отделом. В 1958 году принят в Союз журналистов СССР.
В 1961 году он стал членом Союза писателей СССР. С 1964 по 1967 гг. руководил Калининградской писательской организацией. В 1967 году Валентин Ерашов переехал из Калининграда в Москву. С момента переезда занимался только литературным трудом, состоял в Московской писательской организации.
В 1988 году вышла его художественно-биографическая повесть «Как молния в ночи». Дебютировал в художественно-документальной литературе книгой «Навсегда, до конца» (повесть об Андрее Бубнове) в 1978 году. Автор однотомника избранной прозы «Бойцы, товарищи», повестей «Семьдесят девятый элемент», «Товарищи офицеры», «Человек в гимнастерке», «Июнь — май» и др.
Часть книг была издана под псевдонимом Вл. Новиков.
В 1990 году вышла повесть в жанре альтернативной истории — «Коридоры смерти»: мифы и спекуляции на тему советского антисемитизма.
Скончался 11 января 1999 года, похоронен в Москве, на Новом Донском кладбище.

## Награды
- орден «Знак Почёта» (28.10.1967)
- медали

## Книги
1. «Рассвет над рекой», рассказы. Калининград, 1958
2. Дмитриев В. Ерашов В. Тайна Янтарной комнаты. Рига, 1961
3. За семь часов до полудня. Калининград, 1961
4. Человек в гимнастерке. Калининград, 1961
5. Человек живёт на земле. Смоленск, 1961
6. Поезда всё идут...  М., 1962
7. Июнь-май. Калининград, 1963
8. «Солнце над морем» : Сб. рассказов. — Калининград, 1964.
9. Бойцы, товарищи мои. М., 1964
10. Лирика. Калининград, 1964.
11. Рассказы. М., 1964
12. Командировка в юность. М., 1966
13. Семьдесят девятый элемент. М., 1966
14. Пишет домой солдат. М., Воениздат, 1967
15. Снег падает отвесно. М., 1968
16. На фронт мы не успели. М., 1971
17. Товарищи офицеры. М., 1975
18. «Бессмертные люди: Повести. Рассказы», М., Воениздат, 1978
19. «Навсегда, до конца», об Андрее Бубнове. М., Политиздат, 1978 г.; 2-е изд. - 1984.
20. «Тогда и после» М., Советский писатель, 1981. 2-е изд. 1988.
21. «Преодоление : Повесть о Василии Шелгунове» — М.: Политиздат, 1982., 300 000 экз.
22. «Свет далеких костров», М., Современник, 1985
23. «Как молния в ночи», М., Политиздат, 1988
24. «Коридоры смерти» : Ист.-фантаст. хроника, рассказы, М.: «Пик», 1990, 250 000 экз.
25. «Коридоры смерти» : Ист.-фантаст. хроника, М.: «Пик», 1991, 300 000 экз.
26. «Керенский», М., Армада, 1998
27. Парадоксы Шульгина, М., 2004
28. Убийцы в белых халатах. М., 2010

Рассказ «Для чего ветер построил дюны» включён в Антологию калининградского рассказа